# Beszédészlelés
A beszédészlelés a beszédmegértésnek az első nagy szakasza, amely alatt a beszédhangokat, hangkapcsolatokat azonosítjuk. Képesek vagyunk felismeri például az [b, v, d, p, a, e, i] hangokat, az om, on, ja, szi, vagy az ot hangkapcsolatokat, illetve különbségeket tudunk tenni az egyes hangok között. Tehát a beszédészlelés rendszere felismeri azokat a különbségeket, amelyeket a nyelvünk alkalmaz a mindennapok során.

## A beszédészlelés kezdetei
A születésünk időpontjától egészen 18 hónapos korunkig három beszédpercepciós módszerről tudunk. Az egyik a szopási reflex használata, a másik a szívdobogás ritmusának alkalmazása, a harmadik pedig a válaszreakció, ami vizuális módon is megalapozott. A szupraszegmentális jelenségek azok a beszédjellemzők, amelyekre a csecsemő valamilyen módon először válaszol. A beszédészlelés a csecsemőnek egyfajta vele született kompetenciája. Az újszülött már az elejétől fogva komplex módon észleli az emberi beszédet. Hat hónapos korban mutatkoznak meg egyes anyanyelvi sajátosságok, vagyis ez azzal hozható összefüggésbe, hogy a csecsemő ilyenkor már képes a szegmentális hangszerkezetek meghatározott fokú észlelésére. A tulajdonképpeni beszédmegértésről akkor beszélhetünk, ha a gyermek már bizonyos jelek tartalmát képes megérteni, illetve ezeknek a jeleknek az egyes viszonyait felismerni.

## A beszédészlelési folyamat működése
A bal agyféltekében lévő Wernicke-terület felelős a beszédhangészlelésért. Az ember percenként 140-180 szót és egy tucatnyi hangot tud azonosítani, azonban a hangok felismerésében is lehetnek tévedések. A hangok egyes típusai gyakran keverednek egymással, mint pl. az orrhangok, a réshangok, a zöngétlen és a zöngés zárhangok. Emellett a hangok sorrendje is meghatározó a feldolgozás során. A magyarban például nem fordulnak elő bizonyos hangkapcsolatok szókezdő pozícióban (pl. kp, tv).
A beszédfeldolgozás folyamata az elsődleges hallási elemzéssel veszi kezdetét, amelyet egyfajta azonosítási terv követ. Ez három szinten megy végbe egyszerre: az egyik az észlelés, a másik a szintaktikai elemzés és a harmadik a szemantikai elemzés szintje. A beszédészlelés síkján további alapszintek találhatók (akusztikai, fonetikai, fonológiai). Az észlelésre és a szintaktikai folyamatokra egyaránt visszahat a szemantikai elemzés, de a szintaktikai műveletek is ugyanúgy visszahatnak az észlelésre. 
A hallás kódolja a minket ért akusztikai ingereket és biztosítja a rá épülő szintek akadálytalan működését. Az asszociációk szintjén a hallott és megértett közléseket kötjük össze azokkal az ismeretekkel, amelyeket az emlékezetünk már korábban elraktározott a mentális lexikonban.

### A beszédészlelés akusztikai szintje
A beszédészlelés akusztikai szintjét, a fonetikai és fonológiai szintekkel együtt, alsóbb szinteknek szoktuk nevezni. Ezeket többnyire automatikus vagy félautomatikus szinteknek hívják, de talán a legalkalmasabb elnevezés a részben automatikus lenne. Az elsődleges hallási elemzés során előzetes döntéseket hozunk néhány paraméterrel kapcsolatban, mint például a frekvencia, intenzitás és idő. Ezek a döntések részben már körvonalazzák az adott akusztikai jel hullámtulajdonságait. Az akusztikai elemzés bináris döntések sorozatából áll, de egyesek szerint a jellemző jegyek nem binárisak és a feldolgozás folyamata valójában megszakítások nélküli.

### A beszédészlelés fonetikai szintje
Az akusztikai elemzés eredményeire épül a fonetikai szinten végbe menő osztályozás. Nyelvészeti-fonetikai nézőpontból vizsgáljuk meg az észlelt jelet. Ezen a szinten is döntéseket hozunk, melyeknek az eredményei a különböző beszédhangok megnevezései lesznek. A fonetikai szinten történő műveleteknek az eredményeit szintén elraktározzuk egy un. fonetikai tárban.

### A beszédészlelés fonológiai szintje
A beszédészlelés fonológiai szintje az alsóbb szinteknek az utolsó szakasza. Itt végezzük az un. fonémadöntést, vagyis az egyes beszédhangokat fonémaosztályokba soroljuk. Megesik, hogy a fonémadöntés a szó azonosítását követően jön létre, vagyis az utóbbi erősíti meg a fonémáról alkotott feltételezéseket, elképzeléseket. Előfordul az is, hogy már akkor megtörténik a fonéma kategóriába sorolása, amikor csak önmagában halljuk az adott hangot. E döntés meghozatalakor különböző környezeti hatásokat kell számításba vennünk: az adott hangot követő, másik beszédhang minősége; az adott hang szótagban elfoglalt helye; szótagszerkezet; szupraszegmentális tényezők; esetleges nyelvspecifikus szabály érvényesülése.

## A beszédészlelés részfolyamatai
1. Szeriális vagy sorozatészlelés
2. Beszédhang-differenciálás
3. Transzformációs észlelés
4. Ritmusészlelés
5. Vizuális észlelés[5]